# Gero Trauth

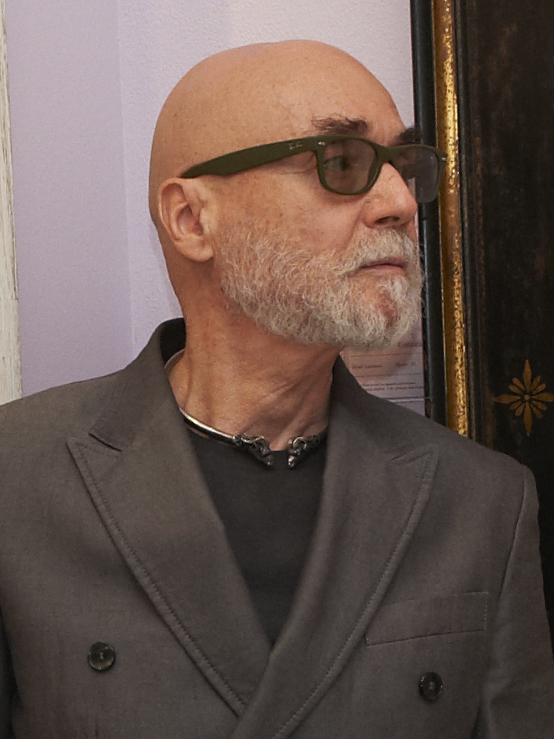
Gero Trauth (2012)

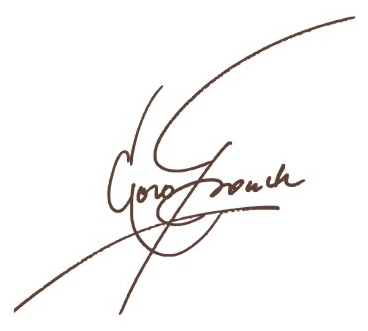
Signatur

Gero Trauth (* 25. Juni 1942 in Neurode, Landkreis Glatz, Niederschlesien) ist ein deutscher Maler, Grafiker, Porzellanillustrator und Designer.

## Leben und Werk
Gero Trauth wurde als einziges Kind des Mediziners Fritz Trauth und seiner Frau Irene, geb. Jung (Schwester von Fritz Jung), geboren. Nach der Vertreibung 1946 kam die Familie nach Westdeutschland und wurde in Siegen ansässig.

Trauth ist verheiratet und hat zwei erwachsene Töchter.

### Ausbildung
Trauths Ausbildung begann 1959 mit einem Volontariat in der Buchkunst-Eggebrecht-Presse Mainz unter Hans Schmidt. Von 1960 bis 1965 studierte Trauth Kunst, Grafik und Design an der Staatlichen Werkkunstschule in Mainz (heute Fachhochschule Mainz) u. a. bei Gedo Dotterweich (1983–1986 Präsident des Deutschen Werkbundes) und Alfred Tilp, Bildhauerei bei Heinz Müller-Olm, Schrift- und Buchgeschichte an der Johannes Gutenberg-Universität bei Aloys Ruppel und Geschichte der Buchillustration bei Helmut Presser, Direktor des Gutenberg-Museums. Das Studium wurde ergänzt durch Seminare bei Heinz Mack (ZERO), Herbert W. Kapitzki und Anton Stankowski. 1965 schloss Trauth das Studium mit Auszeichnung ab (Ehrung durch eine Sonderausstellung in der Staatlichen Werkkunstschule für eine Abordnung des Ministeriums).

### Mentoren und Freunde
1962 machte die Designerin Elsa Fischer-Treyden Trauth mit Bjørn Wiinblad bekannt. Während des Studiums erfolgten häufige Aufenthalte in Kopenhagen und Wiinblad wurde Trauths künstlerischer Mentor und späterer Freund.

Eine weitere Freundschaft mit häufigen, ausgiebigen, gegenseitigen Besuchen und gemeinsamem Arbeiten in derselben Kupfertiefdruckwerkstätte verband Trauth mit dem 2005 verstorbenen schwedischen Maler und Grafiker Gunnar Norrman und dessen Frau Ulla.

### Künstlerisches Werk

#### Malerei und Design
Seit 1966 arbeitete Trauth als freier Maler und Designer mit Atelier in Siegen. 1972 erfolgte der Entwurf und Bau seines künstlerisch ausgestalteten Wohnhauses. Von 1967 bis 1983 entstanden Zeichnungen, Grafiken und Skulpturen für internationale Kunsthäuser wie Artes – Kunst unserer Welt 1982–1989, ars mundi – die Welt der Kunst 2018/2020 (u. a. Vertrieb seiner Skulptur Du; in Bronze als auch Marmorguss), sowie Plakate, Ölbilder und die Bildbände Verschollene Gärten und Mein Herz ist ein Stern – Bilder wie Träume und Märchen. Seine Tätigkeit als Designer umfasste Fayencen (Staatliche Majolika Manufaktur, Karlsruhe), Stoffkollektionen (Stuttgarter Gardinenfabrik, Taunus Textildruck), Leuchten (Bundesgartenschau Dortmund, Ambiente-Messen Frankfurt a. M.), Essbestecke (Warenhaus GUM), Pflanzengefäße (Eternit AG), Edelstahl- und Keramikdekorationen an öffentlichen Gebäuden und Entwürfe für die Möbelbranche. 2000 erfolgte die Eröffnung eines Ausstellungsgebäudes (Gero-Trauth-Haus) in Siegen.

#### Porzellanillustration
1983 begann die äußerst produktive Zusammenarbeit mit Villeroy & Boch/Heinrich-Porzellan in Selb, die bis 1997 andauerte. Trauth hat in dieser Zeit das Produktprogramm von Heinrich-Porzellan maßgeblich geprägt. Die exklusiven Service-Kollektionen wurden von Trauth und Paloma Picasso betreut, deren Objektserie Paloma Picasso – Suite de Vases Trauth dekorierte. Weiterhin entwarf er Bone China Tafelgeschirre (Vie Sauvage, Arabian  Fantasy und Happy Seasons). Eine Vielzahl von Geschenkartikeln trägt seine Handschrift, unter anderem die exklusive Porzellanobjekt-Serie Magnum (1990).

Trauth illustrierte auch Porzellanserien für den WWF (Symbiose Mensch – Natur, 1990) und die Deutsche Krebshilfe (Träumereien, 1995). Weiterhin entstanden russische Motivserien (Zaubermärchen aus dem Alten Rußland, Märchen der Wolga, Die Träume der Katharina) sowie Serien zu anderen Themen (Zauberwelt der Manege, Liebespaare der Weltliteratur, Jahres-Weihnachtsteller), die während dieser 14 Jahre in Europa (Internationale Frankfurter Messen) und in den USA (Southbend-Messe, Chicago), V&B, Madison Avenue, New York gezeigt wurden.

#### Gero Trauth Haus

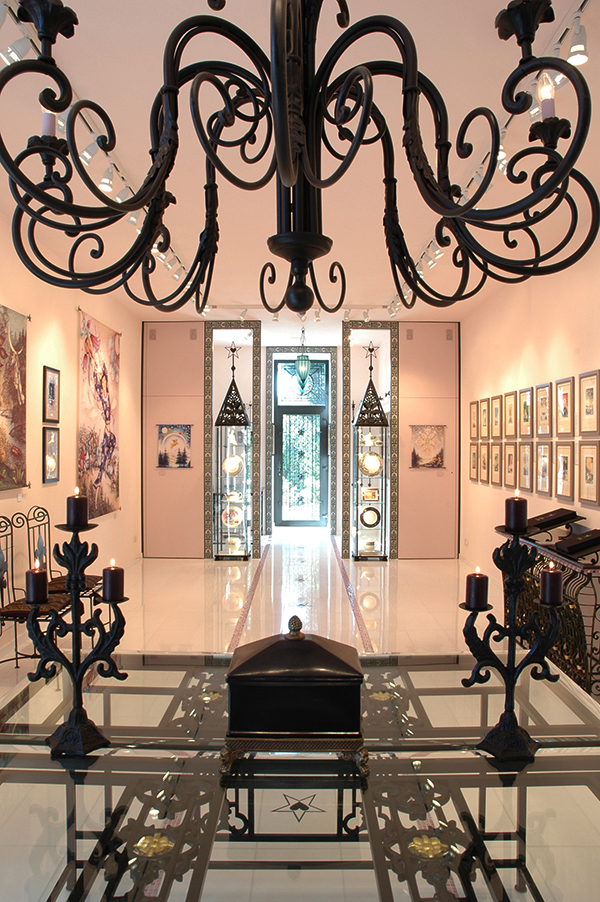
Gero Trauth Haus

2003 entstand der neue Ausstellungspavillon Gero Trauth Haus (vormals Cappella Gero Trauth) in Siegen. Dieses Gebäude wurde von Trauth entworfen, stellt innen wie außen ein Gesamtkunstwerk dar und steht für eine Symbiose von Werken der Weltliteratur und Trauths Kunst, das als Refugium für seine Sammler gedacht ist; das ZDF und 3sat berichteten darüber (...ein Marmorsaal von ungewöhnlicher Architektur und Schönheit).
- 2005: Ausstellung des Kassettenwerkes Heinrich Heine - Buch der Lieder (1827) mit aquarellierten Grafiken[3]
- 2008: Ausstellung von Ölbildern und Grafiken zum Thema Alexander Ostrowski: Sneguročka (Schneeflöckchen)[4]
- 2012: Ausstellung von Ölbildern und Grafiken zum Thema Ich bin so wild nach deinem Erdbeermund: Nymphen[5]
- 2013: Ausstellung von Ölbildern und Grafiken zum Thema Indische Märchenwelt des Gitagovinda (Gesang des Govinda)[6]
- 2018: Ausstellung von Ölbildern und Grafiken zum Thema Violet mit 28 Anti-Porträts

### Preise und Ehrungen
- 1957 Sieger in einem Zeichenwettbewerb Selbstbildnisse des Magazins Stern (12. Jan. 1957).
- 1964 Designpreisträger (Wettbewerb Geschenkpapierdesign) des schwedischen Unternehmens Åkerlund & Rausing.
- 1969 Designpreis Die gute Form auf der Internationalen Frankfurter Messe für sieben von ihm gestaltete Firmenprodukte.
- 1990 Aufnahme von Trauths Porzellanobjekten in das Keramikmuseum Mettlach.
- 2004 Aufnahme des Werkes Alle unsere Träume in das  Museum der Royal Academy of Music, Foyle Menuhin Archive (Nr. 2005.2566), London.
- 2006 Aufnahme des Kassettenwerkes Heinrich Heine: Buch der Lieder 1827 in das Heinrich-Heine-Institut der Landeshauptstadt Düsseldorf.

## Bibliografie
- Verschollene Gärten - ein Bildband, Rettmer und Luy, Karlsruhe 1979, 2. Auflage 1982
- Mein Herz ist ein Stern - Bilder wie Träume und Märchen, ein Bildband, Im Haus der Sterne 1998, ISBN 3-000-02785-8
- Das Buch zum Buch der Lieder - sämtliche Illustrationen zu Heinrich Heines Buch der Lieder, Cappella Gero Trauth 2006
- Das Buch zum Schneeflöckchen - sämtliche Bilder zu Alexander Ostrowskis Sneguročka/Schneeflöckchen, Cappella Gero Trauth 2009

### Verzeichnisse und Lexika
- Aufnahme in Collector Editions/Spring 1986, Collector Communications-Corp, NY.
- A.-A. Ziese Allgemeines Lexikon der Kunstschaffenden in der bildenden und gestaltenden Kunst im ausgehenden XX. Jahrhundert, Bd. 2,  Nr. 82005, Verlag arte factum, Nürnberg (1986/87).
- Aufnahme in das amerikanische Porzellanmagazin Plate World (Who's Who among Artists) (1987).
- Aufnahme in The Bradford Book of Collector's Plates (1988).